# Josef Kachník
Josef Kachník (13. května 1859 Nivnice – 3. prosince 1940 Praha) byl český římskokatolický kněz, profesor olomoucké teologické fakulty a kanovník Metropolitní kapituly u svatého Václava v Olomouci (jejím děkanem byl v letech 1936–1940).
K jeho velkým zásluhám patří, že v r. 1934 zřídil v části budovy kapitulního děkanství pamětní síň, kde soustředil některé historické dokumenty i umělecká díla vztahující se k vraždě Václava III. v r. 1306 v této budově.

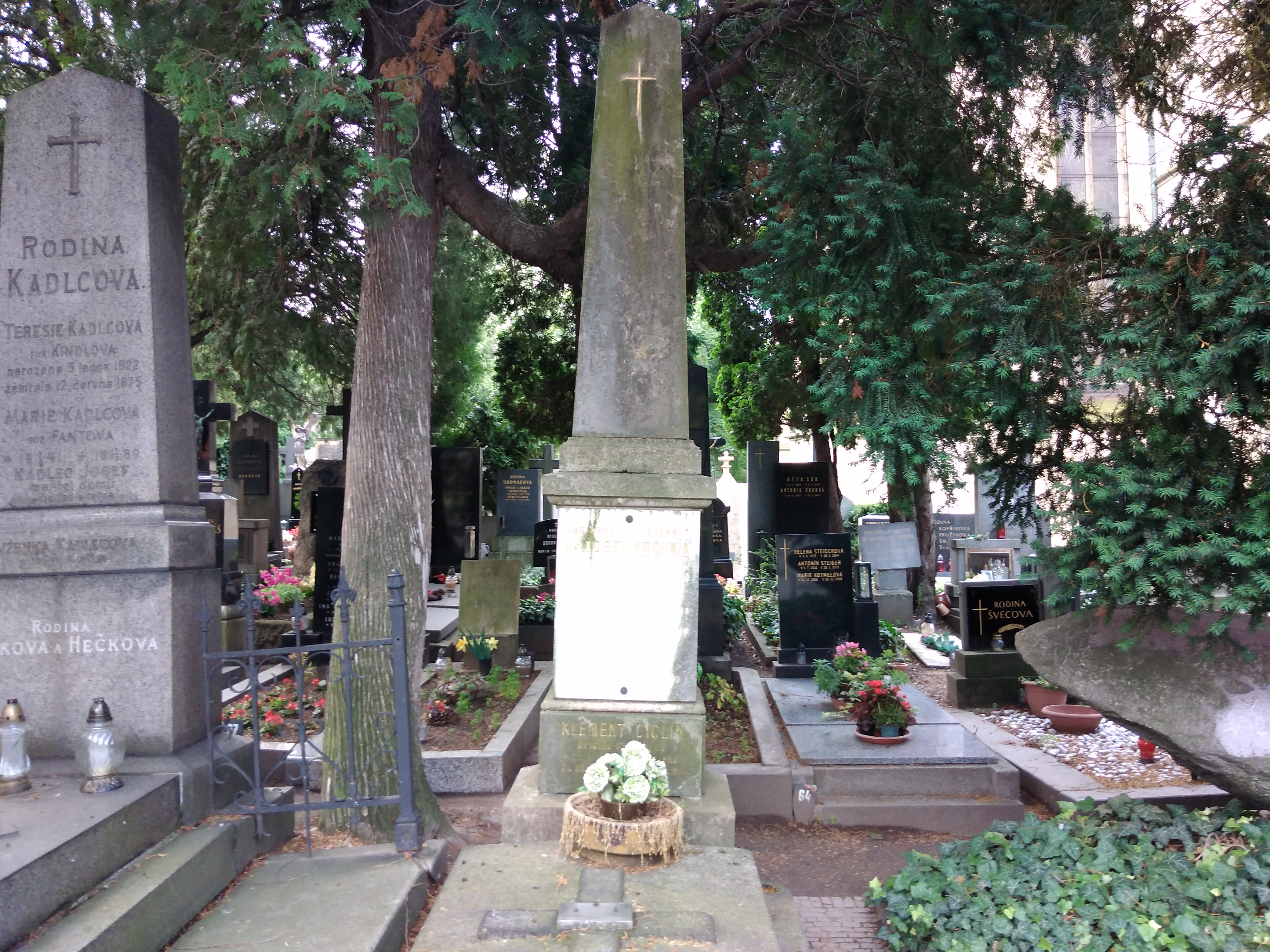
Pohled na hrob Dr. Kachníka na Vyšehradském hřbitově. Pokud se podíváme blíže na náhrobek, můžeme zde spatřit nápis: "Zde vzkříšení očekává: Dr. Josef Kachník, děkan Metropolitní kapituly v Olomouci, řádný profesor Karlovy University, V. V. a český spisovatel. Narozen dne 13. května 1859 v Nivnici na Moravě, zemřel dne 3. prosince 1940 v Olomouci. Duše jeho žijž v Bohu!"